# Dahlgrenius submetallescens
Dahlgrenius submetallescens är en skalbaggsart som först beskrevs av Desbordes 1917.  Dahlgrenius submetallescens ingår i släktet Dahlgrenius och familjen stumpbaggar. Inga underarter finns listade i Catalogue of Life.